# Großer Wald (Landkreis Görlitz)

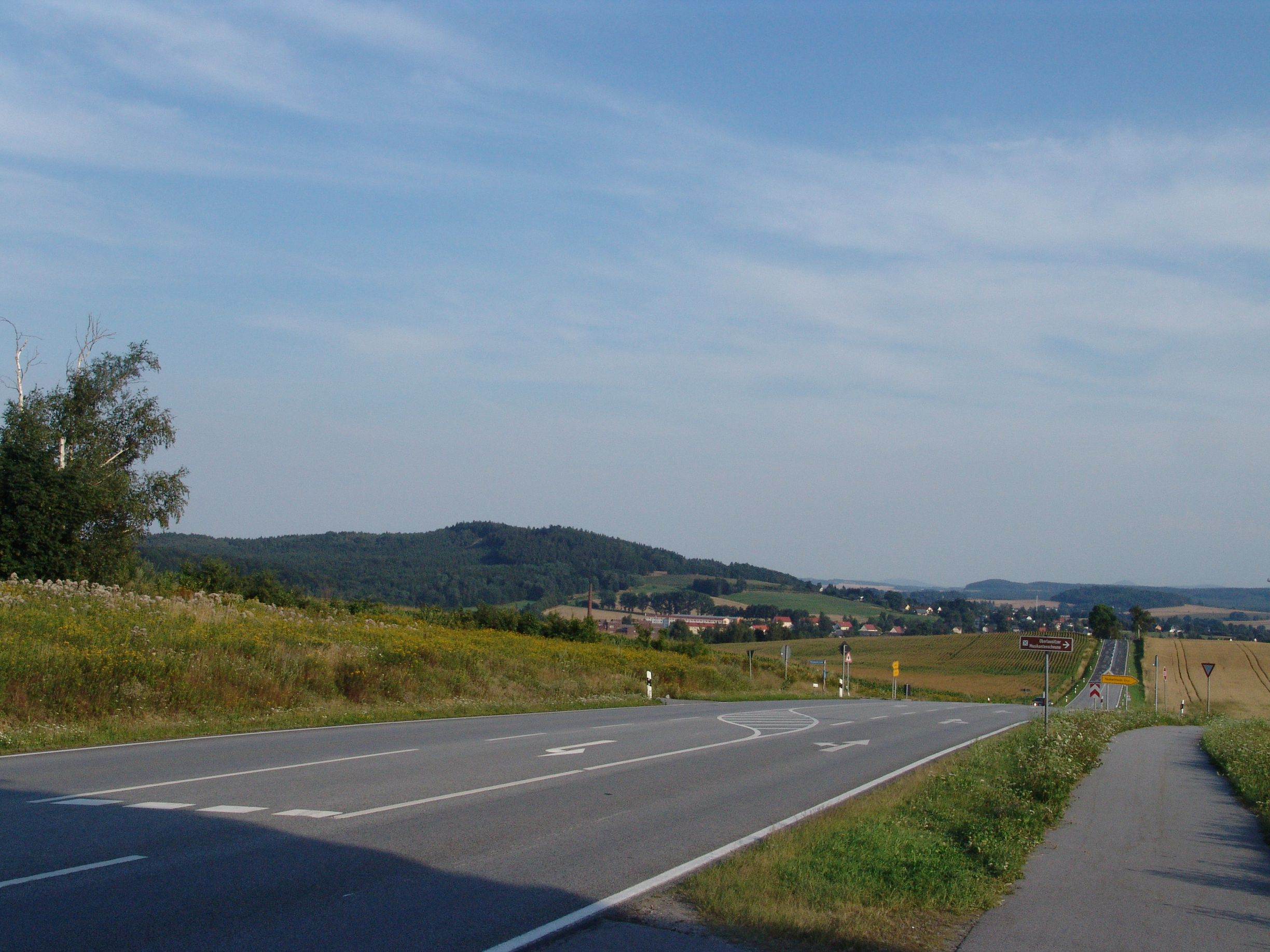
Großer Wald in Oppach von der B96 nordwestlich aus gesehen

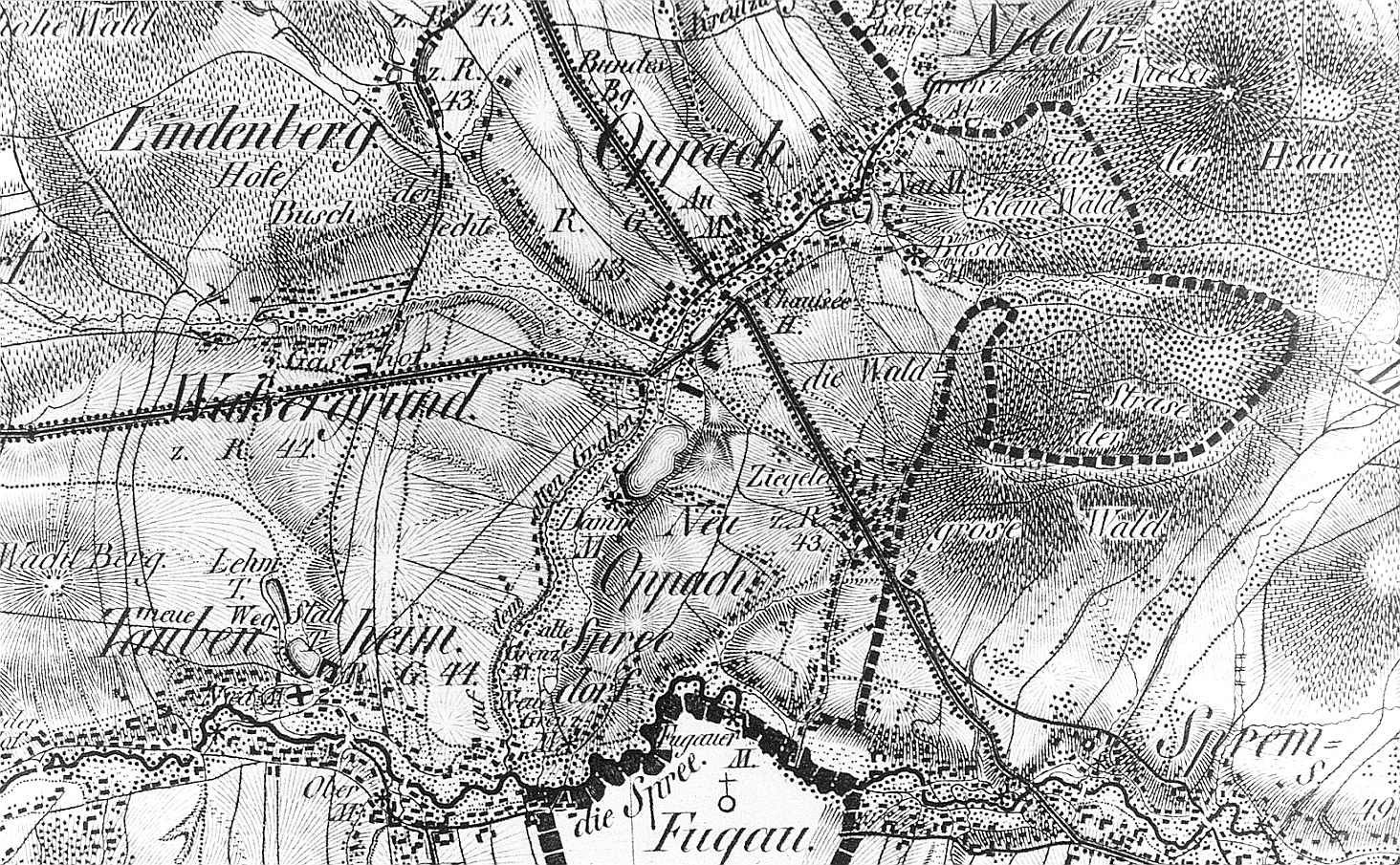
Karte von Oberreit, Sect. Stolpen, 1821/22

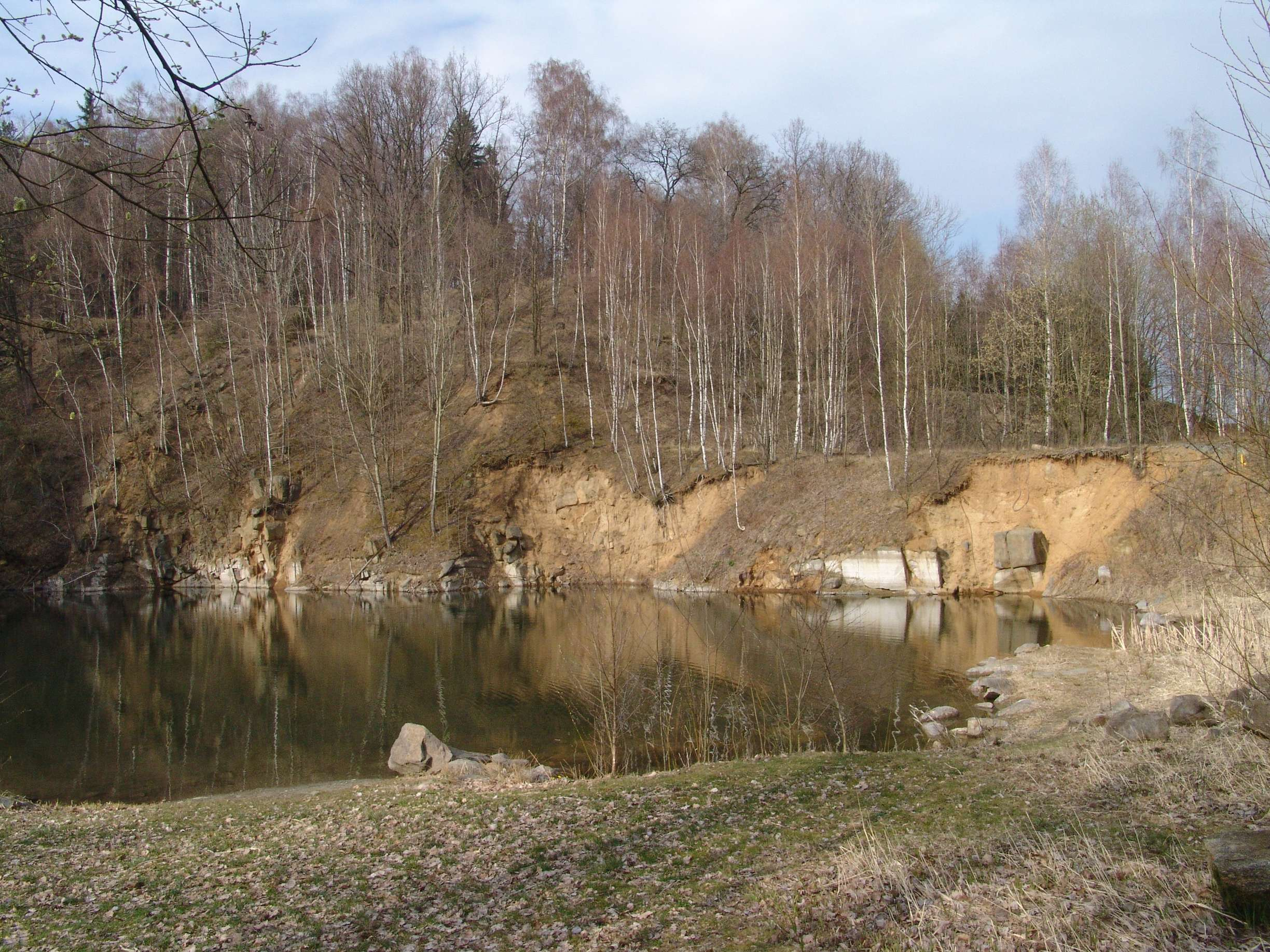
Kompaniebruch

Der Große Wald ist ein im Oberlausitzer Landkreis Görlitz östlich von Oppach gelegenes Waldgebiet. Es ist gut 300 Hektar groß, dabei etwa 1,5 Kilometer breit (S-O) und zwei Kilometer lang (N-S). Der Wald wird von dem Flößchen (auch Flössel genannt) mit dem Buschmühlteich, einem Nebenbach des Beiersdorfer Wassers, in Ost-West-Richtung zerteilt. Das in Richtung Beiersdorf nördlich gelegene Waldstück, umfasst dabei die Steinklunsen sowie den Hain und den Kleinen Wald. Das südlich gelegene Teilstück führt verschiedene Namen. So wurde die 440 Meter hohe Erhebung in Oppach „Hebolds Kippe“ (= Kuppe) und in Neusalza-Spremberg „Freunds Berg“ genannt. Seine frühere Bezeichnung „Koppritzer Wald“ stammt vom Familiennamen ehemaliger Besitzer ab. Der Nordhang heißt vereinzelt Karrete.
Südöstlich des Großen Waldes liegt der Hahneberg, südwestlich der Fuchs.
Wie die anderen Wälder im Gebiet wurde der Große Wald früher als Viehhutung und als Holzlieferant genutzt. So kosteten zum Beispiel im Jahr 1756 ein Klafter (= 3,4 Kubikmeter) Scheitholz 3 Mark und 80 Pfennige, ein Schock Reisig 90 Pfennige.
Gesteinshalden und mit Wasser gefüllte, ehemalige Steinbrüche deuten auf den seit der Mitte des 19. Jahrhunderts stark betriebenen Abbau des Zweiglimmer-Granodiorits und seiner Ganggesteine hin. Am Südosthang (zum Beispiel im „Kompaniebruch“) wurde ab 1969 einige Jahre Lamprophyr gebrochen. In den oberen Bereichen des Gesteinsaufschlusses lassen sich die für dieses Gestein typischen, durch Verwitterung entstandenen ei- bis kugelförmigen Blöcke beobachten, die von Steinbrechern Findlinge genannt werden.
Durch das Waldgebiet führen der Oppacher Brunnenpfad sowie der Schönbacher Weg von Oppach über den Tannenhof nach Beiersdorf. Ein weiterer Pfad führt zu den Steinklunsen.
Monotoner Fichtenforst hat den ursprünglichen artenarmen Birken-Eichenwald vollständig verdrängt.

## Quelle
- Zwischen Strohmberg, Czorneboh und Kottmar (= Werte unserer Heimat. Band 24). 1. Auflage. Akademie-Verlag, Berlin 1974.

Koordinaten: 51° 3′ 11″ N, 14° 31′ 12″ O